# Sabotage
Sabotage je šesté studiové album britské skupiny Black Sabbath, vydané v červenci 1975. Producentství měl na starosti Tony Iommi a Mike Butcher. Album bylo nahráno uprostřed právního sporu s bývalým manažerem kapely Patrickem Meehanem. Stres, který byl příčinou právních problémů kapely, se promítl do procesu nahrávání alba a inspiroval název alba. 
Samotný název alba byl zvolen proto, že kapela byla v té době žalována svým bývalým managementem a měla pocit, že je „sabotována po celou dobu a že je bičována ze všech stran“, jak uvedl Iommi. Iommi naopak připisuje těmto právním problémům zásluhy za rozzlobený a těžší zvuk alba. Ward řekl: „Bylo to pravděpodobně jediné album, které kdy bylo nahráno s právníky ve studiu.“
Butler během rozhovoru v roce 2001 prozradil, že „Přibližně v době alba Sabbath Bloody Sabbath jsme zjistili, že nás náš management a nahrávací společnost okrádají. Takže většinu času, když jsme nebyli na pódiu ani ve studiu, jsme byli v kancelářích právníků a snažili se zrušit všechny naše smlouvy. Byli jsme doslova ve studiu, snažili se nahrávat a podepisovali jsme všechna tato čestná prohlášení a tak dále. Proto se tomu říká Sabotage – protože jsme cítili, že celý proces je naprosto sabotován všemi těmito lidmi, kteří nás okrádají. Kapela trpěla 10 měsíci soudních sporů, a přiznal: „Hudba se pro mě stala irelevantní. Byla to úleva už jen napsat píseň.“
Během několika let soudních sporů mezi Black Sabbath a s bývalým managementem byli členové nuceni požádat mimo soudní vyrovnání. Black Sabbath souhlasili, že zaplatí nezveřejněnou částku za porušení smluv s bývalým manažerem Meehanem, ale také souhlasili, že se vzdají práv na hudbu v období 1970 až 1973, kdy Meehan byl jejich manažerem.
Zpěvák Ozzy Osbourne si po celé roky v rozhovorech často stěžuje, že tímto albem začala posedlost Tony Iommiho studiovým nahráváním. Oproti předchozím albům bylo Sabotage nahráváno a produkováno znatelně déle, čímž se v té době stalo nejdráž nahrávaným albem skupiny (jejich první album stálo pár stovek liber a nahrávání zabralo jen pár dnů).
Na albu pokračuje trend, který začal už na předchozím albu. Tony Iommi začal ještě více používat klávesy a "orchestrální"-aranžmá i podobné psaní skladeb (např. chorály ve skladbě "Supertzar"). Skladba "Symptom of the Universe" se považuje za vůbec první skladbu s thrash metalovými znaky.
V polovině 70. let se na Black Sabbath začaly projevovat negativní dopady neustálého koncertování, alkoholu a drog. Právě v této době vyšlo jejich šesté studiové album Sabotage, které patří k nejméně doceněným deskám „Sabbatů“. Možná je to i kvůli tomu, že se pomalu vytrácela ona vzájemná chemie mezi jednotlivými členy kapely, která čišela z předchozích LP Paranoid nebo z Vol. 4. Tony Iommi přesto vytáhl z rukávu arzenál dunivých ultratvrdých kytarových riffů, které dodávají šťávu například úvodní skladbě "Hole in the Sky" nebo drogové hymně "Symptom of the Universe". Jejich zvukem se Black Sabbath přiblížili garážovému rocku jako snad nikdy ve své historii. Nejpřekvapivější je nicméně melodická záležitost "Am I Going Insane (Radio)", jejíž syntezátorové aranže ji posouvají až někam k tehdy populárnímu power-popu, po textové stránce jsou to ale staří dobří „Sabbati“ – v písni líčí pád člověka do spirály šílenství. Ačkoli je toto album v diskografii Black Sabbath často přehlíženo, je určitě zajímavou a poslechu hodnou nahrávkou.
Na některých prvních vinylových/kazetových vydáních (a na všech znovuvydáních) se na konci skladby "The Writ" nachází krátká, 23 sekund dlouhá skrytá stopa nazvaná "Blow on a Jug". Je zaznamenaná na hodně nízkou hlasitost.

## Seznam skladeb
Autory skladeb jsou Ozzy Osbourne, Tony Iommi, Geezer Butler a Bill Ward.
| Pořadí | Název                                   | Délka |
| ------ | --------------------------------------- | ----- |
| 1.     | Hole in the Sky                         | 3:59  |
| 2.     | Don't Start (Too Late) (instrumentální) | 0:49  |
| 3.     | Symptom of the Universe                 | 6:29  |
| 4.     | Megalomania                             | 9:46  |
| 5.     | The Thrill of It All                    | 5:56  |
| 6.     | Supertzar (instrumentální s chorálem)   | 3:44  |
| 7.     | Am I Going Insane (Radio)               | 4:16  |
| 8.     | The Writ                                | 8:45  |

## Sestava
- Ozzy Osbourne – zpěv
- Tony Iommi – kytara
- Terry "Geezer" Butler – baskytara (na kanadském CD vydání v historii kapely chybně uveden jako "Tony 'Geezer' Butler")
- Bill Ward – bicí
- Gerald "Jezz" Woodruffe – klávesy
- Will Malone – uspořádání chorálů
- David Harris – tape operator and sabatour